# Ринкон-Вейлі
Ринкон-Вейлі (англ. Rincon Valley) — переписна місцевість (CDP) в США, в окрузі Піма штату Аризона. Населення — 5612 особи (2020).

## Географія
Ринкон-Вейлі розташований за координатами 32°6′43″ пн. ш. 110°41′16″ зх. д. / 32.11194° пн. ш. 110.68778° зх. д. (32.112070, -110.687759). За даними Бюро перепису населення США в 2010 році переписна місцевість мала площу 72,09 км², уся площа — суходіл. В 2017 році площа становила 66,10 км², уся площа — суходіл.

## Демографія
Згідно з переписом 2010 року, у переписній місцевості мешкало 5139 осіб у 1896 домогосподарствах у складі 1534 родин. Густота населення становила 71 особа/км². Було 2044 помешкання (28/км²).
Расовий склад населення:
| - 90,9 % — білих - 1,6 % — азіатів - 1,5 % — чорних або афроамериканців - 0,3 % — корінних американців - 3,1 % — осіб інших рас |

До двох чи більше рас належало 2,5 %. Частка іспаномовних становила 15,0 % від усіх жителів.
За віковим діапазоном населення розподілялося таким чином: 24,6 % — особи молодші 18 років, 62,7 % — особи у віці 18—64 років, 12,7 % — особи у віці 65 років та старші. Медіана віку мешканця становила 43,9 року. На 100 осіб жіночої статі у переписній місцевості припадало 100,0 чоловіків; на 100 жінок у віці від 18 років та старших — 99,4 чоловіків також старших 18 років.
Середній дохід на одне домашнє господарство становив 116 529 доларів США (медіана — 89 000), а середній дохід на одну сім'ю — 135 901 долар (медіана — 119 911). За межею бідності перебувало 4,8 % осіб, у тому числі 4,7 % дітей у віці до 18 років та 2,7 % осіб у віці 65 років та старших.
Цивільне працевлаштоване населення становило 2362 особи. Основні галузі зайнятості: освіта, охорона здоров'я та соціальна допомога — 24,6 %, науковці, спеціалісти, менеджери — 14,9 %, публічна адміністрація — 14,4 %, виробництво — 14,0 %.